# Mytilina michelangellii
Mytilina michelangellii är en hjuldjursart som beskrevs av Reid och Turner 1988. Mytilina michelangellii ingår i släktet Mytilina och familjen Mytilinidae. Inga underarter finns listade i Catalogue of Life.